# Marco Airosa
Marco Ibraim de Sousa Airosa (Luanda, 6 de Agosto de 1984) é um futebolista angolano que joga actualmente no Inter Luanda.

## Carreira
Airosa representou o elenco da Seleção Angolana de Futebol no Campeonato Africano das Nações de 2013.